# New York State Route 344
New York State Route 344 oder kurz NY 344 ist eine State Route, die völlig innerhalb von Copake im  Columbia County von New York verläuft. Die Landstraße hat eine Länge von 3 km. Sie führt von der Kreuzung mit der New York State Route 22 zur Bundesstaatsgrenze zu Massachusetts im Osten. Sie dient in erster Linie dem Zugang zu den State Parks an den Bash Bish Falls auf beiden Seiten der Grenze zwischen New York und Massachusetts. Im Gegensatz zu den meisten State Routes, die in New York zur Grenze mit dem benachbarten Bundesstaat führen, gibt es dort in Massachusetts keine entsprechende Straße, da NY 344 in Massachusetts zu einer nicht nummerierten Strecke wird. Die Straße führt weiter durch den Bash Bish Falls State Park zu einer Kreuzung mit einer örtlichen Straße, wo sie endet.

## Streckenbeschreibung

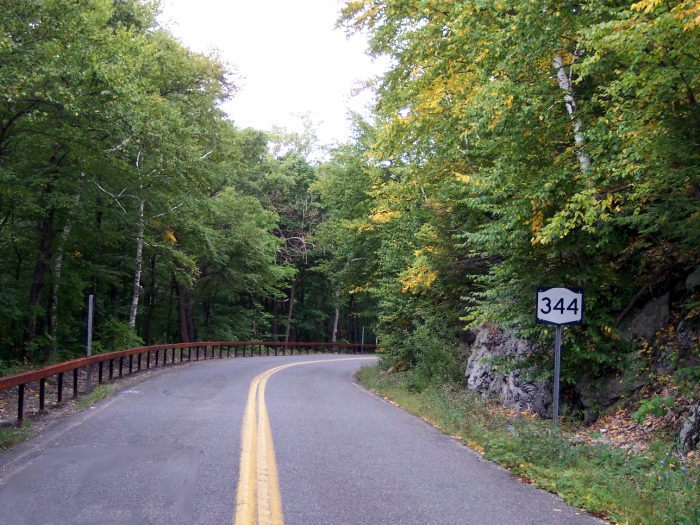
Erstes Streckenschild der NY 344 in Richtung Westen.

NY 344 beginnt an der Kreuzung mit der New York State Route 22 im Weiler Copake Falls und führt zunächst nach Südosten und schließlich nach Osten in den Taconic State Park. NY 344 kreuzt einige örtliche Straßen und führt dann am Fuß des Sunset Rocks, einem 549 m hohen Berg auf der Bundesstaatsgrenze entlang. Dann geht es weiter ostwärts, zunächst am Fuß des Cedar Mountain entlang und dann auf diesen Berg hinauf, bevor NY 344 nach Massachusetts hineinführt und zu einer unnumerierten Straße wird.
Als Falls Road führt sie an den Wasserfällen und dem Fuß von Mount Washington vorbei, bevor sie an der Kreuzung mit der West Street 2,9 km östlich der Bundesstaatsgrenze endet.

## Geschichte
NY 344 war zwischen dem Beginn und der Mitte der 1930er Jahre als eine 2,47 km lange State Route zwischen Copake Falls im Westen und der Bundesstaatsgrenze zu Massachusetts ausgewiesen. Damals war der Teil der heutigen NY 344 innerhalb und nördlich von Copake Falls Teil einer anderen Trassierung der New York State Route 22. NY 344 wurde zwischen 1947 und 1953 auf die derzeitige Länge ausgeweitet, als NY 22 einen weiter westlich liegenden neuen Verlauf an Copake Falls vorbei erhielt. Der gesamte Abschnitt der früheren NY 22 innerhalb von Copake Falls und dem Taconic State Park wird derzeit vom Norden her als erweiterte NY 344 und von Süden als nicht ausgeschildert New York State Route 980F geführt.